# Grupa skulptura Raspeće, s oltara Sv. Križa u župnoj crkvi u Makarskoj
Grupa skulptura Raspeće, s oltara Sv. Križa u župnoj crkvi u Makarskoj, zaštićeno kulturno dobro.
Skupina je nastala u 17. stoljeću. U niši mramornog oltara arhitektonskog tipa posvećenog Sv. Križu, u župnoj crkvi sv. Marka u Makarskoj nalazi se skulpturalni prikaz Raspeća u gotovo prirodnoj veličini. U središtu je prikaz raspetog Krista, duge kose i brade, glave naslonjene uz desno rame, ogrnutog perizomom. Do njegovih nogu je dopojasni prikaz Marije Magdalene mladolikog lica okrenutog put neba, duge kovrčave kose. Odjevena u crvenu haljinu i modri plašt, sugestivnog pokreta ruku kojima mrsi kosu. Desno od Križa prikaz je Bogorodice u crvenoj haljini, ogrnute modrim plaštem. U kontrapostnom položaju rukama pridržava plašt, glave nagnute prema Kristu, oborenog pogleda.
Draperija prati i naglašava pokret tijela, te odaje vrsnog drvorezbara. Lijevo od križa prikaz je mladolikog sv. Ivana, golobrad, duge kovrčave kose svoj pogled upire u Krista. Odjeven u zelenkastu tuniku i ogrnut modrim plaštem lijevu ruku drži na grudima a desnom steže knjigu. Kompozicija je tipičan rad venetske skulptorske škole 17. stoljeća kada se mirne linije prikaza koje odlikuju Kristovu figuru polagano počinju kretati i oblikovati barokni zamah što je vidljivo na prikazima ostalih triju figura. Besprijekoran zanatski rad rezbara i pozlatara prekriven je brojnim uljanim preslicima koji bitno umanjuju mogućnost doživljaja i valorizaciju umjetnine.

## Zaštita
Pod oznakom P-5061 zavedena je kao pokretno kulturno dobro - pojedinačno, pravna statusa preventivno zaštićena kulturnog dobra, klasificirano kao "sakralni/religijski predmeti".